# عبد الله بن ناجية
أبو محمد عبد الله بن محمد بن ناجية بن نجبة البربري ثم البغدادي إمام من أئمة الحديث الحفاظ الثقات، وكان إماما، حجة، بصيرا بهذا الشأن، له «مسند» كبير. قال الحافظ أبو عمر ابن عبد البر: ناولني خلف بن القاسم «مسند» ابن ناجية، وهو في مائة جزء واثنين وثلاثين جزءا، بروايته عن سلم بن الفضل عنه. توفي في شهر رمضان سنة إحدى وثلاثمائة.، الموافق 914 م.

## روايته للحديث النبوي
- سمع: أبا معمر الهذلي، ومجاهد بن موسى، وعبد الله بن معاوية الجمحي، وسويد بن سعيد، وأبا بكر بن أبي شيبة، وعبد الواحد بن غياث، وعبد الله بن محمد بن أبان الكوفي، وإسماعيل بن موسى الفزاري، والحسن بن حماد سجادة، وعبد الأعلى بن حماد، ومحمد بن ميمون الخياط، وإسحاق بن أبي إسرائيل، ونصر بن علي الجهضمي، ومحمد بن سليمان لوينا.
- روى عنه: أبو بكر ابن الأنباري النحوي، وأبو بكر بن مقسم المقرئ، وأبو بكر الشافعي، وأبو علي ابن الصواف، والحسن بن أحمد السبيعي، ومحمد بن عمر ابن الجعابي، وأبو القاسم بن النخاس، وأبو حفص ابن الزيات، وإسحاق النعالي، وغيرهم.[3]

## أقوال العلماء فيه
- قال أبو الحسين بن المنادي: أحد الثقات المشهورين بالطلب والمكثرين في تصنيف المسند.
- وقال أبو بكر الإسماعيلي: الشيخ الثبت الفاضل.
- وقال أبو بكر البرقاني: أجل شيخ لأبي القاسم ولأبي الحسين ابني المظفر.
- وقال أحمد بن كامل الشجري: كان من أصحاب الحديث الأكياس المكثرين، إلا أنه كان مشهورا بصحبة الكرابيس.
- وقال الخطيب البغدادي: ثقة ثبت.
- وقال الذهبي: الإمام الحافظ الصادق، وكان إماما حجة بصيرا بهذا الشأن له مسند كبير.
- وقال عبد الحي بن العماد الحنبلي: كان حافظا مسندا.[4]